# Fuqing
Fuqing ⓘ (en chino, 福清市; pinyin, Fúqīng shi)  es una localidad de la ciudad-prefectura de Fuzhou en la provincia de Fujian, República Popular China, con una población censada en noviembre de 2010 de 1 234 848 habitantes.

## Geografía
Se encuentra situada en el este de la provincia, cerca del río Min y de la costa del mar de la China Meridional. La parte norte de la ciudad, incluyendo el área urbana, se encuentra en el valle del Río Longjiang. La porción sur incluye un número de penínsulas con una costa muy dentada.